# Monti Gemelli
On appelle Monti Gemelli (Monts Jumeaux) un ensemble de deux sommets, semblables l'un à l'autre, la Montagna dei Fiori (« montagne des Fleurs ») et la Montagna di Campli (« montagne de Campli »), situés à proximité de la commune de Campli, dans la province de Teramo dans la région des Abruzzes.
Les deux sommets sont situés à l'extrémité orientale de la chaîne des monts de la Laga et sont séparés par les gorges de la Salinello, creusées par la rivière Salinello.
Le sommet plus au nord, la Montagna dei Fiori, empiète en partie sur le territoire de la province d'Ascoli Piceno, dans la région des Marches.
Sur la Montagna dei Fiori se trouve la station de ski de San Giacomo, l'une des trois stations de ski de la province de Teramo (les autres sont à Prati di Tivo et Prato Selva).